# Caledoniscincus renevieri
Caledoniscincus renevieri — вид сцинкоподібних ящірок родини сцинкових (Scincidae). Ендемік Нової Каледонії. 

## Поширення і екологія
Caledoniscincus renevieri мешкають в горах Центрального хребта в центральній частині Нової Каледонії, на території Північної провінції. Вони живуть у вологих рівнинних і гірських тропічних лісах, на висоті від 200 до 500 м над рівнем моря. Ведіть денний, наземний спосіб життя, ховаються в лісовій підстилці, гріються і шукають їжу на сонячних галявинах.

## Збереження
МСОП класифікує цей вид як такий, що перебуває під загрозою зникнення. Caledoniscincus chazeaui загрожує знищення природного середовища та хижацтво з боку інтродукованих щурів, кішок і мурах Wasmannia auropunctata.